# Quận Eureka, Nevada
Quận Eureka là một quận thuộc tiểu bang Nevada, Hoa Kỳ.

## Thông tin nhân khẩu
Theo điều tra dân số 2 năm 2000 của Cục điều tra dân số Hoa Kỳ, quận đã có dân số 1.651 người, 666 hộ gia đình, và 440 gia đình sống trong quận hạt. Mật độ dân số là 0,39 người trên một dặm vuông (0.15/km ²). Có 1.025 đơn vị nhà ở mật độ trung bình là 0,25 trên một dặm vuông (0.09/km ²).
Có 666 hộ, trong đó 33,00% có trẻ em dưới 18 tuổi sống chung với họ, 56,50% là đôi vợ chồng sống với nhau, 5,00% có một chủ hộ nữ không có mặt chồng, và 33,90% là các gia đình không. 29,10% hộ gia đình đã được tạo ra từ các cá nhân và 9,90% có người sống một mình 65 tuổi hoặc lớn tuổi hơn là người. Cỡ hộ trung bình là 2,47 và cỡ gia đình trung bình là 3,08.
Trong quận, cơ cấu độ tuổi dân cư gồm có 27,80% dưới độ tuổi 18, 5,20% 18-24, 28,60% 25-44, 25,90% từ 45 đến 64, và 12,40% từ 65 tuổi trở lên đã được những người. Độ tuổi trung bình là 38 năm. Đối với mỗi 100 nữ có 106,60 nam giới. Đối với mỗi 100 nữ 18 tuổi trở lên, đã có 113,20 nam giới.
Thu nhập trung bình cho một hộ gia đình trong quận đã đạt 41.417 đô la Mỹ, và thu nhập trung bình cho một gia đình là 49.438 USD. Phái nam có thu nhập trung bình 45.167 Mỹ kim so với 25.000 $ của phái nữ. Thu nhập bình quân đầu người thu nhập quận này là 18.629 $. 12,60% dân số và 8,90% của các gia đình sống dưới mức nghèo khổ. Trong tổng số người dân sống trong nghèo đói, 11,70% là ở độ tuổi dưới 18 và 16,40% là từ 65 tuổi trở lên.